# Sunseeker I
Ne doit pas être confondu avec Sunseeker ou Solar Flight Sunseeker II.
Dimensions
Le Sunseeker I est un motoplaneur solaire conçu à la fin des années 1980 par Eric Raymond et connu pour sa traversée des États-Unis en 1990.

## Développement et caractéristiques

### Développement
L'idée de produire et piloter un avion solaire naît en 1979 pour Eric Raymond, même s'il n'a initialement aucun plan précis, juste une idée générale. Ses expériences des avions classiques (à moteur thermique) l'amènent à préférer des solutions silencieuses et non polluantes, ce qui dans un premier temps l'amène naturellement vers le vol à voile.
Après avoir pu piloter le Solar Challenger d'AeroVironment, la compagnie de Paul McCready, il est amené à piloter un prototype allemand, à l'époque l'avion solaire le plus rapide du monde (un peu moins de 56 km/h) pesant seulement 24 kg et ne nécessitant que 250 watts d'énergie solaire pour voler. Eric Raymond dit que c'est cette expérience qui l'a décidé à construire son propre avion solaire. Parmi les éléments fondateurs, il compte également son expérience de pilotage du Musclair II de Günther Rochelt, l'avion à propulsion humaine le plus rapide du monde (record à 37,5 km/h).
C'est en 1986 qu'Eric Raymond commence à développer son design pour un avion solaire monoplace, avec l'aide de Kurt Heinzmann de la Worcester Polytechnic Institute. Pour minimiser la traînée, toute la tringlerie est incorporée à l'intérieur du fuselage. Pour la même raison le moteur est également logé dans un compartiment intégré à la queue. Il bénéficie également de l'aide de Günther Rochelt qui lui fournit beaucoup de données pour démarrer, ce qui se traduit sur le Sunseeker par les mêmes profils et cordes pour les ailes. En effet contrairement à ses prédécesseurs, le Sunseeker est conçu avec de petites ailes (moins longues et surtout avec une corde moyenne plus faible, qui font ressembler le Sunseeker à un planeur classique) et donc une surface couverte de capteurs solaires plus faible produisant assez d'énergie pour le vol en palier mais pas pour assurer le décollage. Il est donc décidé d'avoir recours à des batteries pour le décollage.
Le Sunseeker est conçu autour d'une structure ultra légère en composite de fibre de carbone associée à une matrice de résine époxy à haute température (à l'époque l'aéronautique sportive utilise des résines à basse température). Les résines à haute température sont plus compliquées à utiliser mais ont une meilleure résistance à la chaleur, une caractéristique essentielle pour un avion recouvert de cellules photovoltaïques. Avec le soutien de la société japonaise Kanebo qui fabrique des produits à base de céramique et fournit les matériaux pour la structure en alvéoles Nomex des ailes,, un four spécial de 7,32 m de long est construit pour en assurer la cuisson à 180 °C. Son envergure finale est de 17,50 m, à comparer par exemple aux 26,52 m du Schempp-Hirth Nimbus 4 un planeur traditionnel contemporain au Sunseeker.
L'élément clef de l'avion solaire est son alimentation en électricité : grâce à une batterie (rechargée en vol) au décollage et en montée, puis uniquement grâce aux panneaux solaires pour le vol en palier. C'est la société japonaise Sanyo Electric, partenaire du projet, qui fournit les sept cents cellules photovoltaïques. Contrairement à ce qui se faisait jusque-là, des cellules photovoltaïques rigides, celles-ci sont flexibles et peuvent épouser une forme comme un profil d'aile. Là où les cellules classiques utilisent un substrat[Lequel ?] en verre, lourd et rigide, les cellules flexibles de Sanyo sont composées d'un film photovoltaïque ancré sur un substrat fin appelé Amorton. Ce polymère thermoplastique issu du centre de recherches de Sanyo à Osaka est résistant à la chaleur, flexible et transparent. Les cellules sont jusqu'à six cents fois plus fines que des cellules photovoltaïques classiques avec une épaisseur de vingt-et-un microns pour un poids unitaire de deux grammes et elles sont pliables jusqu'à un rayon de courbure de 5 mm. Ces cellules au rapport puissance/poids dix fois supérieur à celui des cellules classiques renforcées par les promesses de Sanyo de fournir des cellules solaires souples atteignant une efficacité de 13,7% laissent imaginer à Eric Raymond qu'il est possible de rendre le vol solaire réaliste et abordable. Mais leur efficacité réelle s'avère être de seulement 2,1%, et dans ces conditions la surface disponible ne fournit pas assez de puissance pour assurer le vol en palier. Les capacités du Sunseeker et la façon de le piloter s'en trouvent considérablement modifiées : Eric Raymond est contraint d'augmenter la surface alaire et à abandonner l'idée du vol en palier propulsé par sa propre électricité. La capacité solaire de l'avion ne peut plus être utilisée que pour recharger les batteries, et une fois la montée effectuée le pilote doit utiliser les techniques du vol à voile en complément de l'énergie photovoltaïque pour augmenter la durée et la portée du vol. Devant cette nouvelle dépendance aux thermiques l'équipe met l'accent sur deux points : la portance et la traînée. Il s'ensuit de nouveaux choix techniques : un profil Wortmann pour l'aile qui assure un bon écoulement laminaire, des bords de fuite à courbure (en) variable pour assurer une bonne portance à basse vitesse combinée à une section transversale plate pour une meilleure efficacité à grande vitesse. La finesse initiale de trente-huit tombe à trente avec les cellules et le moteur, non pas à cause du poids additionnel mais parce que les cellules perturbent fortement la couche limite de l'aile et nuisent à l'écoulement laminaire. Pour compenser l'équipe réduit la traînée en trois jours : d'abord elle retravaille le design de l'avion pour diminuer la surface frontale. Puis elle donne une forme plus fluide, plus aérodynamique, au fuselage, de manière à préserver l'écoulement laminaire sur l'essentiel de la longueur de l'avion. Enfin elle réduit la surface de la nacelle minimisant ainsi les pertes aérodynamiques.
Dans son design initial le Sunseeker demandait une puissance d'1 ch pour décoller, mais l'ajout des cellules photovoltaïques a fortement augmenté ce besoin. Klans Savier, Kurt Heinzmann et Eric Raymond doivent alors installer un moteur efficace et fiable plus puissant, de 2 ch à 2,5 ch, qui doit néanmoins s'insérer dans l'emplacement prévu pour le moteur plus petit, ce qu'ils réussissent en le décarénant,. Le choix du moteur se porte d'abord sur une machine à courant continu, mais intégrée dans la poutrelle de la queue celle-ci chauffe trop. Le choix s'oriente alors sur un moteur sans balais, et avec le support technique d'Inland Motor ils optent pour le modèle RBE-3001. La dissipation thermique est bien meilleure et avec ses aimants en terres rares (samarium-cobalt) il peut fournir un couple plus important qu'un moteur de mêmes dimensions avec des aimants AlNiCo. Bien qu'intégré dans la poutrelle de la queue le capot est pourvu d'ailettes de refroidissement. Initialement dimensionnées à 76 mm les bonnes performances thermiques du moteur ont permis de réduire leur taille (et donc leur impact aérodynamique) à 19 mm. Ce moteur est conçu pour opérer à 3 500 tr/min et fournir un couple de 4,1 N m en étant alimenté à 80 V. Pour comparaison le premier moteur testé tournait à 13 000 tr/min et devait être couplé à un réducteur 21,66:1, là où le moteur brushless ne requiert qu'un réducteur 5,66:1, engendrant ainsi moins de perte de puissance, mais nécessitant plus d'électronique (environ 4 kg) pour générer les impulsions à partir du courant continu. En opération sur le Sunseeker le moteur est utilisé à 2 ch mais Eric Raymond l'a testé jusqu'au double de puissance sans noter de surchauffe significative, et avec une efficacité et une fiabilité qui l’enchante.
Enfin le système cellules solaires - batteries n'aurait pas été viable sans l'invention d'Alan Cocconi en 1987 : un MPPT (pour Maximum Power Point Tracker) léger et portable. C'est Alan Cocconi lui-même qui est venu le mettre au point une fois la structure du Sunseeker terminée. Ce transformateur actif DC-DC est le lien entre les cellules photovoltaïques et les batteries. Il est capable de trouver le pic de puissances malgré les conditions changeantes (variation de température, baisse et hausse de tension des batteries, etc.). Cocconi travaille également sur le contrôleur du moteur.

### Caractéristiques
La version finale du Sunseeker, assemblé et équipé, à une masse à vide légèrement inférieure à 91 kg, précisément 89,8 kg pour une longueur de 7,01 m, une envergure de 17,50 m et une hauteur de 1,31 m,. Le poids final de la structure n'est que de 45,3 kg auquel il faut rajouter les instruments, un parachute balistique de secours, 15,8 kg de batteries, les cellules photovoltaïques, le moteur brushless de 2,5 ch, l'électronique et l'hélice, pour un poids total de 90,6 kg. Pour gagner du poids tout en respectant les normes de construction des planeurs, il a été fait l'économie de renforts qui rendent le Sunseeker plus fragile lors des phases de décollage et d'atterrissage,.
Les ailes, en position haute, ont un profil Wortmann avec des cordes de 76 cm au centre et 51 cm aux extrémités pour une épaisseur moyenne de 4 pouces et offrent 10,2 m2 de surface alaire,. Cette surface alaire est augmentée par les trois éléments de queue : au bout d'une poutre de 7 m, l’empennage est composé de deux éléments horizontaux et un élément vertical de 90 cm chacune. L'empennage du Sunseeker a la particularité d'être inversée, c'est-à-dire que la partie verticale descend depuis la poutre.
La surface de l'avion est recouverte de 700 cellules photovoltaïques réparties sur tous les plans horizontaux de l'avion : ailes, poutre et empennage horizontal ce qui est rendu possible par la nouvelle technologie des cellules flexibles. Les 600 cellules des ailes sont plus grandes, 110 mm x 115 mm, que les 100 cellules réparties sur les éléments plus petits : 55 mm x 115 mm. Elles offrent en tout 8,22 m2 de cellules photovoltaïques. La contrepartie de ces cellules flexibles est leur faible efficacité, annoncée à 8 % voire 13 % mais finalement proche des 2 %. Ces performances sont de plus prévues pour se dégrader rapidement avec le temps : elles ne délivrent plus que 85 % de leur énergie initiale après un an, puis 70 % après trois ans, avant que les performances ne se stabilisent jusqu'à leur fin de vie (les cellules ont une durée de vie de cinq à six ans). Ces cellules produisent 2,5 A de courant continu à 160 V en circuit ouvert et 120 V en charge. Les 300 watts de courant produits sont gérés par un contrôleur de puissance à FET qui alimente le moteur synchrone avec 110 V en courant alternatif.
Le moteur Inland est monté dans la queue et entraîne une hélice légère de 244 cm de diamètre, repliable quand elle n'est pas utilisée pour limiter la trainée, à une vitesse de 600 tr/min.
Il est alimenté par les quatre-vingt-seize cellules qui composent les presque 15 kg de batteries nickel-cadmium (pour une charge totale de 4,2 Ah et une tension délivrée de 12 V) lors des phases de décollage et de montée en altitude, puis le moteur est coupé (et l'hélice se replie) et l'avion se comporte comme un planeur, pendant que les batteries se rechargent pendant 90 minutes grâce aux panneaux solaires.
Pour comparaison, Solar Impulse pèse 1 600 kg pour une envergure de 63,4 m ; il est propulsé par quatre moteurs de 7,5 kW et est couvert par 200 m2 de cellules photovoltaïques qui ont une efficacité de 12%.
Eric Raymond calcule qu'un avion monoplace peut satisfaire aux normes internationales de sécurité et atteindre des vitesses de 160 km/h en ne nécessitant qu'un cheval vapeur de propulsion. Et, effectivement, le prototype du Sunseeker atteint ce but avant sa motorisation et son électrification, grâce à une finesse de 35 à 36. Les ailes sont testées à 6,6 g sans subir de dommage, lors de vols d'essais réalisés en planeur pur, sans propulsion, et avec un avion qui pesait moins de 50 kg. Il l'équipe d'un parachute balistique (qui permet de sauver le pilote et l'avion) en plus d'un petit parachute dorsal pour le pilote. Cette précaution est un reliquat de la longue expérience d'Eric Raymond en deltaplane. En effet, si l'avion est taillé pour le vol 3D (en), il peut être soumis à des contraintes plus fortes s'il se trouve coincé dans des cisaillements de vent ou dans une tempête. Or, le cockpit est trop étroit pour que le pilote puisse s'en extraire facilement, et un parachute individuel classique serait trop encombrant. Donc, en cas de problème, le pilote doit tirer sur une poignée qui ouvre une trappe qui s'ouvre dans la nacelle et actionne une fusée qui déploie un parachute balistique. Le cockpit est en effet très étroit : seulement 53,3 cm de large. Il est d'autant moins confortable que la température peut monter à plus de 50 °C sous la verrière. Pour la faire baisser et la rendre supportable, un revêtement d'aluminium est appliqué sur les vitres du cokpit. Le pilote dispose également d'un système d'alimentation en oxygène et de distribution d'eau pour boire en vol. Le pilote a également la possibilité de rafraîchir l'intérieur du cockpit par l'ouverture de bouches d'aération réglables et même grâce à l'ouverture de cockpit.
Enfin l'avion utilise un système de navigation Lightweight LORAN.

#### Résumé des caractéristiques du SunSeeker
Les caractéristiques physiques et aérodynamiques du Sunseeker I sont résumées ci-dessous, :
- Moteur : moteur synchrone Inland RBE-3001 de 2 000 W alimenté en 110 V alternatif, vitesse de 3 500 tr/min.
- Réduction : 5.66:1 pour entraîner l'hélice à environ 600 tr/min.
- Hélice : hélice en composite, à pas fixe. Poids de 1,4 kg, diamètre de 2,4 m.
- Puissance statique avec 2,2 kW de batterie : 236 N.
- Cellules photovoltaïques : 700 cellules solaires en silicium amorphe dont 600 cellules de 110 mm x 115 mm et 100 cellules de 55 mm x 115 mm.
- Puissance fournie : 300 watts (2,5 ampères à 120 volts).
- Batteries : accumulateur nickel-cadmium Sanyo à 96 cellules, pour une charge totale de 4,2 Ah et une tension de 12 V.
- Temps de charge : 1h30.
- Masse à vide : 89,8 kg.
- Charge : 67 kg.
- Longueur : 7,0 m.
- Hauteur : 1,3 m.
- Envergure : 17,5 m.
- Surface alaire : 10,2 m2.
- Fuselage : structure en alvéole, en fibre de carbone et résine epoxy.
- Aile : section Wortmann, corde de 76 cm au centre, 51 cm aux extrémités pour 10 cm d'épaisseur.
- Queue : une poutre de 7 m, queue « inversée ».
- Accélération maximale subie : 6 g.
- Finesse : 35.
- Angle de plané : 30°[11].
- Taux de montée avec 2,2 kW de batterie : 60,1 m/min.
- Plafond : environ 4 000 mètres.
- Vitesse de croisière : 105 km/h.

#### Comparatif
Voici un tableau comparant les performances du Sunseeker avec celles de deux ULM de l'époque aux normes américaines : un ultra-light et un LSA (Light sport aircraft) monoplace :
|                                    | Sunseeker | Ultra-light | LSA   |
| Poids (kg)                         | 90,3      | 77,0        | 200,0 |
| Envergure (m)                      | 17,50     | 10,50       | 5,50  |
| Vitesse maximale (km/h)            | 160       | 80          | 275   |
| Vitesse de croisière (km/h)        | 65        | 55          | 240   |
| Taux de montée (m/min)             | 61        | 75          | 300   |
| Rayon d'action (km)                | 400       | 130         | 480   |
| Puissance (ch)                     | 2,6       | 22,0        | 65,0  |
| Données dérivées                   |           |             |       |
| Vitesse maximale (km/h) par cheval | 61        | 3           | 5     |
| Taux de montée (m/min) par cheval  | 23,5      | 3,4         | 4,6   |
| km par kWh                         | 45,1      | 4,8         | 6,4   |

## La traversée des États-Unis de 1990

### Objectifs initiaux
Les objectifs initiaux de la traversée étaient plutôt ambitieux : parcourir plus de 3 000 km en une semaine au plus, c'est-à-dire au rythme d'un état traversé par jour avec des étapes de 250 km à 450 km. L'équipe compte pour cela profiter des conditions habituelles du mois de juillet aux États-Unis dans les états du sud : un fort ensoleillement et des vents dominants constants (et porteurs) soufflant d'ouest en est. L'objectif est de se poser à Kill Devil Hills, le site des premiers vols contrôlés et motorisés des frères Wright.
Le départ était donc initialement prévu le 1er juillet 1990 depuis San Diego. Mais l'US Air Force qui effectuait des manœuvres dans la zone s'est opposée à ce vol, le lieu de départ a donc dû être changé. Un temps nuageux à quant à lui entrainé plusieurs reports.
Le Sunseeker étant un avion peu visible (Eric Raymond le décrit comme « un simple éclat dans le ciel ») et très lent par rapport aux autres aéronefs, il a été décidé de rester loin des gros aéroports et des couloirs aériens fréquentés pour éviter tout risque de collision.

### Première tentative
Le nouveau point de départ est Desert Center, une ancienne base militaire située dans le Désert des Mojaves, près de Palm Spring au sud de la Californie,.
Le départ initialement programmé le 1er juillet est d'abord retardé de dix jours à cause d'un temps nuageux, puis reporté une nouvelle fois pour avoir finalement lieu le 16 juillet 1990. La première étape fait franchir 400 km au planeur, de Desert Center jusqu'au Sky Ranch Airport à Carefree au nord de Phoenix,.
Cette première étape est pleine de promesse puisqu'elle permet au Sunseeker de battre le record de distance parcourue par un avion solaire,, la précédente marque étant de 320 km.
Le lendemain la seconde étape conduit l'avion jusqu'à Lordsburg dans le Nouveau-Mexique. Le matin suivant, le Sunseeker établi un record « personnel » en ce qui concerne l'altitude de décollage, l’aéroport de Lordsburg  s’élevant à 1 300 m. Ce décollage se passe mal et est finalement avorté. Le Sunseeker touche le sol à très faible vitesse, 25 km/h, et le train d'atterrissage se rompt,. L'équipe décide alors de rapatrier l'avion à Lake Elsinore, sa base, pour procéder aux réparations. Elle est alors aidée par le président de la chambre du commerce locale — lui-même pilote de planeur amateur — qui dépêche gracieusement une équipe de mécaniciens pour lui venir en aide.

### Seconde tentative
L'avion redécolle de sa base de Desert Center, dans le sud de la Californie le 2 août 1990, soit un mois après la date initialement prévue et quinze jours après l'accident. La stratégie de vol reste la même : éviter les gros aéroports pour leur préférer des aéroports de campagne plus tranquilles. En plus des considérations de sécurité ce choix permet certaines facilités. L'équipe est toujours bien accueillie, une place est souvent faite dans les hangars pour abriter le Sunseeker pendant la nuit. Les vols en eux-mêmes se préparent comme des vols de planeurs classiques : analyse des conditions météorologiques, observation de l'environnement et notamment des oiseaux pour repérer les premières thermiques. Le décollage s'effectue grâce à l'énergie électrique (obtenue via les panneaux solaires) emmagasinée dans les batteries avant d'utiliser toutes les méthodes du vol à voile. Le Sunseeker commence parfois à tourner dans les courants ascendants sitôt après le décollage, trop porche des pistes pour que cela soit réellement autorisé mais là encore le pilote bénéfice de la bienveillance des contrôleurs aériens locaux qui sont allés jusqu'à interrompre le trafic aérien pour le laisser partir dans de bonnes conditions). Le moteur électrique est principalement utilisé pour les décollages, mais aussi parfois pour combler le manque de courants ascendants et lui permettre de voler plus longtemps notamment pour s'éloigner de cellules orageuses, mais toujours en utilisant ses réserves électriques avec parcimonie. L’utilisation moyenne du moteur est de l'ordre de cinq minutes, pour 1h30 de recharge. Les étapes s’effectuent de jour, l’avion atterrissant tous les soirs. Les batteries bénéficient alors parfois d’une charge supplémentaire effectuée au sol le matin, grâce à des panneaux solaires additionnels (également fournis par Sanyo, comme ceux des ailes de l’avion). Par sécurité Eric Raymond s’astreint durant la traversée à ne pas dépasser une vitesse de 129 km/h par temps calme et 97 km/h en cas de ciel plus turbulent par sécurité alors que le Sunseeker est capable de voler à plus de 160 km/h.
La carte suivante retrace les vingt-et-une étapes de cette traversée Est-Ouest.
| Desert Center, California localisation Sky Ranch Airport à Carefree, Arizona localisation localisation Cornudas, Texas Carlsbad, Nouveau-Mexique Littlefield, Texas Chanute, Oklahoma localisation localisation Fulton, Missouri localisation Frankfort, Kentucky West Liberty, Kentucky localisation localisation New River Valley Airport, Virginie Blacksburg Airport, Virginie localisation Currytuck, Caroline du Nord Spot, Caroline du Nord |

La première étape de ce nouveau voyage est nettement moins longue que celle de la première tentative, lui faisant à peine traverser la frontière avec l’Arizona. Et Phoenix n’est rallié que le jour suivant, le Sunseker parcourt ainsi en deux jours ce qu’il avait réalisé d’une seule traite la première fois. C’est le début d’un voyage de 4 000 km bouclé en vingt et une étapes pour 119 heures et 23 minutes de vol effectif,, un périple nettement plus long que les dix jours espérés par l'équipe. Après la Californie, l’Arizona, le Texas et le Nouveau-Mexique des vents de forts vents oblige l’avion à avoir une route plus au nord que prévu. Il traverse ainsi l'Oklahoma plutôt que les états plus ensoleillés du sud, et se retrouve régulièrement cloué au sol : cinq jours jusqu’à son étape de Chanute, huit jours sur l’ensemble du voyage. Sa route se poursuit vers le nord-est : Kansas, Missouri et jusqu’à l’Illinois. Dans le Missouri notamment les conditions de vols sont délicates : faute de thermique l’avion ne peut prendre que peu d’altitude. Il vole ainsi plus de 160 km à une altitude inférieure à 300 m, en limitant la masse embarquée au maximum : Eric Raymond décolle parfois sans embarquer de nourriture et même pieds-nus pour gagner quelques kilos. Avec le Kentucky et le Tennessee arrivent les Appalaches. C’est le moment le plus difficile du voyage. Les conditions météorologiques sont mauvaises, le Sunseeker a du mal à prendre assez d'altitude pour franchir la chaîne de montagnes, montant jusqu’à 4 300 m d’altitude grâce aux thermiques. La vitesse de progression est tellement faible à ce moment-là qu’Eric Raymond raconte que pendant deux jours il a été accompagné par un groupe de trois oiseaux qui volaient à ses côtés, parfois à moins d’un mètre de l’appareil.
Le 30 août l’avion se pose sur le New River Valley Airport (en) en Virginie, à seulement 15 km de Inland Motor à Radford, le fournisseur du moteur RBE-3001 de l’avion. Le lendemain il affronte des vents de plus de 60 km/h et ne peut parcourir plus que les 30 km séparant New River Valley Airport et Blacksburg,. Le 1er septembre après 65 km de vol compliqué en direction de Roanoke, contre le vent, il est contraint de faire demi-tour et de se reposer à Blacksburg. Le 2 septembre il parvient à franchir 200 km vers l’est jusqu’à Currituck en Caroline du Nord, à 50 km au nord de son objectif de Kill Devil Hills. Son arrivée sur la côte Atlantique est décevante, avec une visibilité inférieure à 1,6 km, une pluie battante et un vent de face de 48 km/h, loin du spectacle attendu. Il s’envole néanmoins le lendemain, le mardi 3 septembre 1990 (soit un mois et un jour après son départ pour accomplir sa dernière étape, mais à cause de vents violents est contraint de se poser après 35 km à Spot dans un champ de gazon. Il est alors à 500 m de la Baie de Currituck et à peine 14 km de Kill Devil Hills. Sans amélioration des conditions météorologiques et sans réelles perspectives d’amélioration à court terme (début septembre correspond au début de la saison des tempêtes) et en considérant que les nombreux pins autour du site historique de Kill Devil Hills rendent l’atterrissage dangereux en cas de vent, Eric Raymond et son équipe décide de renoncer à rejoindre le site pour ne pas risquer d’endommager l’avion.
Durant son mois de voyage le Sunseeker a eu à faire face à des vents contraires pendant près de 90 % de son temps de vol, ce qui en plus de l’avoir forcé à avoir une route plus au nord et moins ensoleillée que prévu, l’a fortement ralenti. Eric Raymond estime qu’au final il aurait été plus vite en faisant le voyage dans le sens inverse, d’est en ouest. Néanmoins plusieurs records, non officialisés par la FAI , ont été établis pour un avion solaire : la plus haute altitude atteinte avec 490 m, la plus longue durée de vol en 8h30, et le record établi lors de la première étape de la première tentative : la plus grande distance parcourue avec 400 km.

### L'équipe
Si Eric Raymond est l'initiateur, le concepteur principal et le pilote du projet, il n'a ni travaillé ni voyagé seul. Il a bénéficié pour la conception et la réalisation du Sunseeker des conseils et de l'assistance de plusieurs experts des domaines de l'aéronautique et des énergies alternatives.
Pendant la traversée des États-Unis il a été suivi par une équipe de sept personnes au sol.

#### Eric Raymond
Eric Raymond, né le 27 octobre 1956 à Tacoma est un pilote et instructeur de vol, pratiquant le vol à voile et ancien champion américain deltaplane. Il a notamment remporté les US Hang Gliding Championship en 1979 (compétition de deltaplane qui consiste à atteindre et se poser sur un point donné le plus rapidement possible). Au moment du vol il est âgé de 33 ans et vit en Californie dans le Comté de Riverside et il fabriquait et vendait des harnais de deltaplane jusqu'à six mois avant de se jeter corps et âme dans le projet du Sunseeker.
Depuis l'aventure Sunseeker I il a continué à travailler au développement de planeurs et d'avions solaires, pour AeroVironment la société de Recherche et développement de Paul McCready puis pour le compte de sa propre société, Solar Flight. Il a également participé au projet Solar Impulse ainsi qu'au développement de drones pour une société californienne (à Monrovia) travaillant pour l'armée américaine.
Juste après son vol, il achète un motoplaneur biplace allemand pour des vols commerciaux et tente en parallèle (mais en vain) de convaincre la NASA de financer la conversion du Sunseeker en démonstrateur technologique concernant les technologies solaires et la propulsion électrique.

#### Les autres membres
Au premier rang des personnes qui ont accompagné Eric Raymond dans son projet et dans son travail, il y a Aida Raymond, sa femme. Elle-même ingénieur, elle a participé à la conception du Sunseeker puis lors de la traversée a suivi l'avion dans une voiture au sol.
En plus du véhicule au sol, un avion conventionnel piloté par Klaus Savier a escorté le Sunseeker tout le long de sa traversée. C'est lui qui assurait la navigation par LORAN. Klaus Savier (de Light Speed Engineering) est par ailleurs un spécialiste des systèmes de propulsion aéronautique qui a été fortement impliqué sur l'aspect motorisation du projet.
Jack Whitehouse était le porte-parole du projet.
Kenji Bamba, un vélivole japonais, est à l'initiative du financement du projet par des sociétés nippones,.
Bryan Allen, pilote des Gossamer Condor et Albatros, et amateur de planeur, a également participé à l'aventure.
Alan Cocconi (le spécialiste électrique d'AC Propulsion) travaille sur la gestion électrique de l'avion, notamment sur le module qui convertit l'énergie issue des cellules photovoltaïques, ou sur le contrôleur du moteur. Quinze ans plus tard il deviendra détenteur du record du vol le plus long avec un drone solaire : SoLOng qui a volé durant 48 heures.

### Financement
Eric Raymond a conçu et construit le Sunseeker, mais il ne l'a pas financé seul. S'il a investi 60 000 dollarss de sa propre poche il a également eu recours à des soutiens extérieurs, financiers et techniques. Un de ses amis pilote, le japonais Kenji Bamba, a fait la promotion du projet dans son pays, et en 1988 c'est un ensemble d'entreprises nipponnes qui décident le soutenir le projet, dont Kanebo, Fuji Heavy Industries, Subaru et Sanyo Electric Co,.
Cette société spécialisée dans l'électronique a fourni les cellules photovoltaïques flexibles, une technologie expérimentale mais une innovation indispensable à la réalisation de l'avion même si leur rendement s'est révélé bien moindre que prévu.
Eric Raymond raconte qu'il avait à cette époque un agent qui a dérobé une partie importante (40 000 dollarss) des fonds obtenus des sponsors, en revendant pour son compte une partie des équipements fournis.
Alors qu'Eric Raymond ambitionnait dès 1986 de faire un tour du monde grâce à la seule énergie solaire, ce sont ses sponsors japonais qui l'ont incité à commencer par une traversée des États-Unis. Ces mêmes sponsors qui seront déçus par les retombées médiatiques — jugées insuffisantes — de la traversée; la faute entre autres à la simultanéité avec le début de la guerre du Golfe.

## Critiques et perspectives

### Critiques
La traversée d'Eric Raymond a été saluée par le monde du vol à voile et du vol expérimental, mais néanmoins relativisée.
Gene O'Blenes salue un « exemple d'ingénierie créative » et Paul McCready (le concepteur — entre autres — du premier avion solaire à traverser la Manche, au début des années 1980) compare son épopée à celle de Charles Lindbergh : un évènement symbolique susceptible de marquer l'opinion publique, quand bien même il n'est pas autant le fruit d'un virage technologique qu'il n'y parait. Il considère en effet que le Sunseeker n'est pas une révolution technologique, juste une évolution d'avions électriques qui volaient dès la fin des années 1970.
McCready ajoute que le fait d'utiliser des batteries, et a fortiori des batteries partiellement rechargées au sol (via des panneaux solaires additionnels), nuit à la pureté du design de l'avion. Il pense d'ailleurs que l'énergie solaire n'est pas en soi l'avenir du transport aérien mais que la vraie valeur de l'expérience Sunseeker est qu'elle incite à chercher des solutions pour voler avec de faibles consommations d'énergie plus que le développement du solaire lui-même.
Robs Keels souligne que si Raymond était un des meilleurs pilote de planeur du monde, il n'était ni designer ni ingénieur aéronautique, peu expérimenté dans la conception de planeurs.
Avec plus de recul, Thom Patterson en 2013 compare la portée de cette traversée au tour du monde sans escale ni ravitaillement du Voyager de Burt Rutan (vol réalisée par Rutan et Jeana Yeager). Dan Thisdell fait le lien avec ces autres avions pionniers des vols sans énergie fossile : les Gossamer Albatros et Penguin (en) de 1977 et 1980, le Daedalus du MIT et de la NASA en 1988, trois avions propulsés par la force humaine. Des avions solaires également, notamment les expériences de la NASA : Solar Challenger en 1981, Centurion en 1998, Pathfinder en 1999 et Helios en 2001.
Et bien sûr les observateurs font le rapport entre le Sunseeker et Solar Impulse, projet auquel Eric Raymond a également participé,.

### Perspectives
Le rêve initial d'Eric Raymond est (dès les années 1980) de réaliser un tour du monde grâce à un avion solaire, mais il juge qu'à l'époque les technologies ne sont pas matures pour ce challenge. Néanmoins la démonstration réalisée avec le Sunseeker laisse entrevoir de nouvelles perspectives technologiques d'une part, et ouvre la voie à de nouveaux projets pour Eric Raymond.
Yasuo Kishi, alors directeur d'un centre de développement de Sanyo, prédit un débouché dans l'industrie spatiale pour les cellules photovoltaïques flexibles qui pourraient permettre des gains de poids significatifs pour les satellites les utilisant comme panneaux solaires. L'entreprise a continué à développer ces produits, notamment à destination des particuliers.
Eric Raymond pense lui, au lendemain de son vol, que la vitesse et la capacité d'emport des avions électriques va aller en croissant au gré des évolutions technologiques. Celle des piles à combustible réversibles à hydrogène lui semble notamment prometteuse. Il prédit pour le siècle à venir que même les avions de ligne seront électriques et utiliseront des carburants non-fossiles. Il explique que ces technologies amélioreraient considérablement la sécurité des vols grâce à la très grande fiabilité des moteurs d'une part et la diminution des matériaux explosifs manipulés d'autre part. Il argue aussi que la maintenance serait facilitée (et donc les coûts réduits).
Après la traversée des États-Unis à bord du Sunseeker, Eric Raymond a fondé Solar Flight pour pérenniser l'aventure, et développer de nouveaux projets.
Le premier d'entre eux fut l’Edelweis, un planeur classique (non solaire) utilisant les mêmes technologies de fibre de carbone et résine haute température que le Sunseeker. Il s'agit d'un planeur conçu sur les bases du Sunseeker mais pour être plus résistant dans le temps, et éventuellement commercialisable dans la catégorie des ultra-légers.
Le Sunseeker II d'abord, une seconde version de l'avion, avec de nouvelles ailes et de nouvelles cellules photovoltaïques en silicium monocristallin suffisamment efficaces pour générer 1 800 watts, alors que le Sunseeker I n'avait besoin que de 1 100 watts pour le vol en palier, ainsi que quatre packs de batteries lithium-polymère. Ce choix ne s'est pas fait immédiatement (de manière générale le Sunseeker II est une suite d'évolutions du Sunseeker I, pas un avion construit de zéro) bien qu'Alan Cocconi ait poussé très tôt Eric Raymond à abandonner les accumulateurs nickel-cadmium pour des batteries litihium-ion. En effet, si la technologie était prometteuse, elle était aussi très chère à ses débuts, et surtout faisait des progrès rapides. Eric Raymond a donc préféré patienter un peu pour ne pas regretter un investissement important et trop vite périmé. D'autant plus que le Sunseeker ambitionne d'être un avion propulsé par l'énergie solaire, pas par celle stockée dans des batteries, et qu'en ce sens l'amélioration des performances solaires est plus importante que celle des performances de stockage. En 2009 le Sunseeker II réalise un « tour d'Europe », effectuant notamment la première traversée des Alpes avec un avion solaire.
En parallèle Solar Flight développe aussi le Sunseeker Duo, un planeur solaire biplace. D'une envergure de 22,8 m (à comparer aux 16,6 m du Sunseeker I), un moteur à entraînement direct (en) de 20 kW et une batterie lithium-polymère composée de 72 cellules en série. Cette réserve d'énergie assure une autonomie de vingt minutes à pleine puissance, assez pour monter au-dessus des nuages et passer en solaire. La puissance du moteur, 20 kW, est finalement quatre fois plus importante que ce qu'Eric Raymond prédisait en 1990 pour un avion solaire biplace construit sur les bases du sunseeker, à savoir 5 cv soit 3,7 kW. Ces estimations de 3 à 4 kW sont néanmoins exactes pour assurer le vol en palier et la voilure solaire du Sunseeker Duo lui fournit cette puissance, permettant donc théoriquement à l'avion de voler en étant propulsé en permanence et plus seulement comme un planeur.
Le Sunseeker Duo effectue son premier vol en décembre 2013.
Eric Raymond envisage également de construire un dirigeable solaire, mais un projet de cette envergure nécessite des financements plus importants que ceux pour de petits planeurs : soit des financements publics soit des partenariats avec de grosses entreprises du secteur.